# Mulluru, Hunsur
Mulluru là một làng thuộc tehsil Hunsur, huyện Mysore, bang Karnataka, Ấn Độ.